# Shorpy.com
Shorpy.com是一個古舊照片網誌。它發布了從各種來源所獲得的經數碼改善的照片，其中包括來自國會圖書館和國家檔案館。網站上提供的大多數照片可追溯到20世紀初期。前報紙編輯Dave Hall和Ken Booth運作該網站。

## 命名
這個網誌是以施爾比·希堅保咸（Shorpy Higginbotham）命名，他是一名童工，在阿拉巴馬州的一個煤礦擔任加油工。他的肖像是Shorpy.com的標誌。1928年，希堅保咸因礦難而死。

## 媒體反響
Shorpy.com得到各種媒體的讚譽，包括《華盛頓郵報》、《時代雜誌》、《衛報》、《泰晤士報》和《獨立報》。

## 外部連結
- 官方网站